# Cú lợn bồ hóng lớn
Cú lợn bồ hóng lớn (danh pháp hai phần: Tyto tenebricosa) là một loài chim thuộc Chi Cú lợn, Họ Cú lợn (Tytonidae). Cú lợn bồ hóng lớn sinh sống ở đông nam Úc, rừng nhiệt đới Montane, New Guinea và đã được nhìn thấy trên đảo Flinders đảo trong eo biển Bass. Chúng có đầu đốm mịn màu trắng với những đốm trắng rải rác trên cánh. Những con cái có màu nhẹ hơn so với những con đực. Chiều dài con cái là 37–43 cm và nặng 750-1200 gm. Nam là nhỏ hơn và chiều dài 37–43 cm và nặng 500-700 gram. Chiều dài cánh là 30–40 cm. Cặp mắt đen lớn được trong một đĩa tròn trên khuôn mặt lớn. Đĩa mặt là tối màu xám bạc hoặc màu đen bồ hóng (thay đổi theo tuổi) và có một rìa đen đậm. Phần trên của con cú là màu đen với màu tối đến xám tối và phần dưới là màu sáng hơn. Tiếng kêu của chúng là tiếng thét xuyên có thể kéo dài đến hai giây. Đuôi ngắn và chân lông. Bàn chân và móng vuốt lớn.
Cú lợn bồ hóng nhỏ (T. t. Multipunctata), hiện đang được coi là thuộc loài này. Nó có kích thước nhỏ hơn đáng kể hơn và hiện diện trong khu vực nhiệt đới ẩm ướt của North Queensland, Australia.